# Крокова (гмина)
Крокова (пол. Krokowa) — сельская гмина (волость) в Польше, входит как административная единица в Пуцкий повет, Поморское воеводство. Население — 9958 человек (на 2004 год).

## Демография
| Перепись                       | Всего   | Всего | Женщины | Женщины | Мужчины | Мужчины |
| ------------------------------ | ------- | ----- | ------- | ------- | ------- | ------- |
| Единицы                        | человек | %     | человек | %       | человек | %       |
| Население                      | 9958    | 100   | 4983    | 50      | 4975    | 50      |
| Плотность населения (чел./км²) | 47      | 47    | 23,5    | 23,5    | 23,5    | 23,5    |

## Соседние гмины

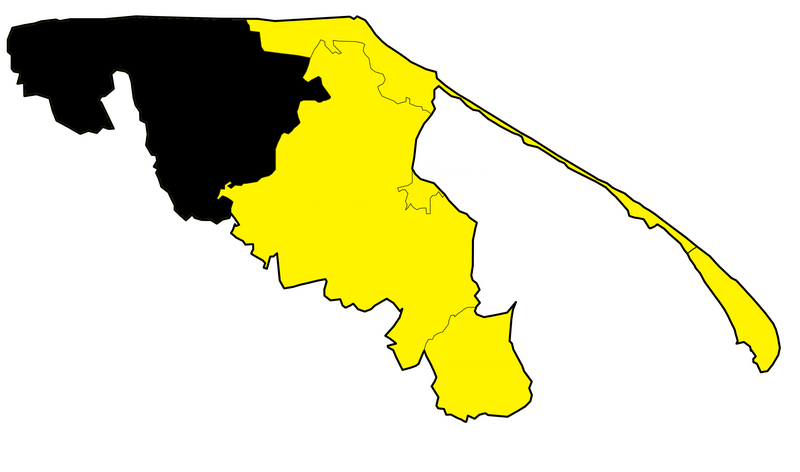
Гмина Крокова

1. Гмина Хочево
2. Гмина Гневино
3. Гмина Пуцк
4. Гмина Вейхерово
5. Владыславово
6. Може-Балтыцке